# Rezervația Uzunbodjak
Uzunbodjak (în bulgară Узунбоджак), transcris, de asemenea, Ouzounboudjak, este o rezervație a biosferei clasată UNESCO, una dintre cele cinci rezervații naturale din Parcul Natural Strandja din sud-estul Bulgariei. Rezervația mai este numită și Lopușna (în bulgară Лопушна). Rezervația Uzunbodjak a fost recunoscută pe data de 13 decembrie 1956 și a fost inclusă sub protecția UNESCO a rezervațiilor biosferei în martie 1977. Aceasta acoperă o suprafață de 2.529,6 hectare, sau 25,296 km 2. Toate activitățile economice sunt interzise pe teritoriul rezervației.

## Geografie
Rezervația este situată între satele Kosti din comuna Țarevo și Slivarovo din comuna Malko Tărnovo, în valea râului Rezovo, la aproximativ 20 km de gură de vărsare. Relieful prezintă denivelări. Altitudinea variază între 50 și 300 m.
Clima este mediteraneană și continentală și tinde să fie mai blândă din cauza apropierii de Marea Neagră.Temperatura medie lunară în timpul iernii nu scade sub 0° C (2-3° C în ianuarie). Solurile au culorile maro tip scorțișoară și galben-podzol.
Rezervația Uzunbodjak este traversată de râurile Rezovo, Karetarski Dol și Lopușnița.

## Flora
Există 651 de specii și subspecii de plante vasculare. Aproximativ 65% din păduri sunt dominate de stejar, iar 30% de fag. Pădurile au mai mult de 200 de ani.
Speciile de plante relicte includ stejarul Strandjan (Quercus hartwissiana⁠(d)), laur cireș (Laurocerasus officinalis⁠(d)), rododendronul pontic (Rhododendron ponticum⁠(d)), Daphne pontica⁠(d), Ilex colchica⁠(d), sunătoarea veșnic verde (Hypericum calycinum⁠(d)), Vaccinium arctostaphylos⁠(d), părul argintiu (Pyrus elaeagrifolia⁠(d)), Hascul (Mespilus germanica), Fritillaria pontica etc.

## Fauna
Fauna din Uzunbodjak este diversă. Cele mai frecvente mamifere sunt mistrețul, pisica sălbatică, lupul cenușiu, șacalul auriu, vulpea roșie, viezurele, căprioara, iepurele de câmp și grivanul cenușiu. Râsul eurasiatic a cutreierat teritoriul rezervației până în anii 1930, când a dispărut din regiune.
Rezervația găzduiește o serie de specii de păsări, cum ar fi șorecarul comun, uliul păsărar, acvila-țipătoare-mică, pescărașul albastru, mierla de apă, cocoșarul, codobatura cenușie, presura sură, botgros, mărăcinarul mare⁠(d), cucul comun, barza neagră, diferite specii de șoimi, ciocănitori, hirundinide etc.
Amfibienii și reptilele includ broasca râioasă brună, broasca mare de lac, broasca roșie de pădure, precum și gușterul, Darevskia praticola, năpârca, cyrtopodion kotschyi, șarpele de alun, șarpele rău, șarpele lui Esculap, șarpele Montpellier și Elaphe situla.